# Ignasi de Castellarnau i Casimiro
Ignasi de Castellarnau i Casimiro (Àreu, 1842 - 1906) va néixer en el si d'una família de la petita noblesa pirinenca, inicià els estudis en un col·legi de Rialb i els completà en el Seminari de la Seu d'Urgell.
Centrà les seues activitats en l'explotació de les fargues que posseïa. Això li comportà molts viatges a França i Bèlgica.
Membre de l'Ajuntament d'Àreu i home ben relacionat, influí i negocià amb els ministeris de Madrid per desenvolupar les vies de comunicació del Pallars.
Dins el catalanisme polític, signà el Missatge a la Reina Regent (1888) i, sota el patrocini de la Unió Catalanista, fou designat delegat a les Assemblees de Manresa (1892) i Terrassa (1901).